# Papuasicyos hippocrepicus
Papuasicyos hippocrepicus är en gurkväxtart som först beskrevs av W.J.de Wilde och Duyfjes, och fick sitt nu gällande namn av H.Schaef. och S.S.Renner. Papuasicyos hippocrepicus ingår i släktet Papuasicyos och familjen gurkväxter. Inga underarter finns listade i Catalogue of Life.